# Anthony Rush
Anthony Rush (Raleigh, 1º settembre 1996) è un giocatore di football americano statunitense che milita nel ruolo di defensive tackle per gli Atlanta Falcons della National Football League (NFL).

## Carriera

### Philadelphia Eagles
Rush fimò con i Philadelphia Eagles il 28 aprile 2019 dopo non essere stato scelto nel Draft. Fu svincolato il 27 luglio.

### Oakland Raiders
Rush firmò con gli Oakland Raiders il 1º agosto 2019. Fu svincolato il 31 agosto 2019, ma rifirmò con la squadra di allenamento il 2 settembre.

### Philadelphia Eagles
Il 21 ottobre 2019, Rush rifirmò con i Philadelphia Eagles. Fu svincolato il 5 settembre 2020.

### Seattle Seahawks
Il 9 settembre 2020, Rush firmò con la squadra di allenamento dei Seattle Seahawks. Fu promosso nel roster attivo il 19 settembre prima della gara contro i New England Patriots e tornò nella squadra di allenamento dopo la partita. Fu nuovamente promosso nel roster attivo il 23 settembre. Nella settimana 4 contro i Miami Dolphins mise a segno il suo primo sack condiviso.